# Day alone〜マノーラと姫ちゃん〜
『day alone〜マノーラと姫ちゃん〜』（デイ・アローン・マノーラとひめちゃん）は、日本のバンド、day after tomorrowがチャレンジする、音楽の枠を超えて新しいエンターテイメントを目指したプロジェクト「day alone プロジェクト」の中で、企画・制作されたオリジナル映画である。

## ストーリー
舞台は東京。
内向的で天然ボケ、勤務先の家電量販店ではいつもへまばかりしては、上司に叱られている冴えない優香。
活発で自由奔放、男勝りの性格とモデル出身の端麗な容姿を持つ姫。
性格、容姿、環境、思考がまったく異なった中で日々を過ごす2人の20歳女性。
そんな2人はひょんなことから出逢う。そして、とある出来事をきっかけに舞台をタイへと移して、物語は繰り広げられる。
タイに古くから伝わる民話「マノーラ姫」の伝説を織り交ぜながら、2人がお互いに影響を与え合い、それぞれが人として、女性として、次第に変化し成長する姿を描いた優香と姫の感動の友情物語。
day after tomorrowのボーカルmisonoと同じ20歳の現代女性達をテーマに、人それぞれ心の中に持つ「孤独」を解放せようといったメッセージを込められた作品である。

## キャスト
- 龍居優香：末永遥
- 古谷姫：奥田恵梨華
- 岡崎英彦：鈴木一真
- 店長岩倉：佐藤正宏
- 樋口克己：康ヨシノリ
- 片山幸介：螢雪次朗
- 千葉尚之
- 遠藤寿恵
- アナ憲吾
- 名雪佳代
- 美輪めぐみ
- 伊達玲

## 主題歌
- 「君と逢えた奇蹟」（第1話 主題歌）
- 「ユリノハナ」（第2話・最終話 主題歌・挿入歌）
- 「追伸」（挿入歌）
- 「せつなさはこの胸の中に」（挿入歌）

## リリース

### CD（初回盤付属DVD）
概要
物語を3話に分け、それぞれの付属DVDに収録。
また、シングル作品ではシングルのPVとともに映画の予告編も収録されている。
- 収録内容
  - 「君と逢えた奇蹟」（2005年1月13日）
    1. 第1話
    2. 第2話の予告

  - 「ユリノハナ」（2005年2月23日）
    1. 第2話
    2. 最終話予告

  - 「day alone」（2005年3月9日）
    1. 第1話と第2話のダイジェスト
    2. 最終話
- 発売元：avex trax

### DVD
- リリース：2005年3月25日
- 収録内容
  1. day　alone 〜マノーラと姫ちゃん〜
  2. DVD特典映像- 東京・タイロケメイキング映像
  3. DVD特典映像- day after tomorrow　ビデオクリップメイキング映像
  4. DVD特典映像- ボビー・オロゴン出演 TV-CM
- 発売元：avex trax

### 小説
- 発売：2005年3月9日
- 著者：尾崎花香
- 原案：いずみ吉紘とday after tomorrow
- 発売元：幻冬舎

### コミック
- 発売：2005年3月24日
- 著者：あきよし菜魚
- 発売元：幻冬舎

## スタッフ
- 監督：西浦正記
- 脚本：いずみ吉紘
- 主題歌・挿入歌：day after tomorrow（misono、北野正人、鈴木大輔）
- 撮影：安藝孝仁、斎藤健雄（助手）
- 照明：たしろよしオ、木幡和宏（助手）
- VE：櫂田博
- 録音：吉田勉、山田裕樹（助手）
- 技術プロデューサー：島方春樹
- 美術進行：佐々木伸夫、岩切純平
- 美術プロデューサー：木村文洋
- ヘアメイク：野中真紀子、場渡わやか
- スタイリスト：棚橋公子、岡島千景
- 技術協力：ビデオスタッフ、東新、Grand Diamond、Siamlite Film Service
- 協力：タイ、タイ国政府観光庁、タイ国際航空、TAITO
- 編集：二口清隆、荒き康宏
- 音楽：イヤトイ
- 音響効果：佐藤卓嗣
- MA：二上英之、成田明人
- 記録：田中久美子
- 演出補：大峠、二宮大輔
- 制作：田村豊、秋谷真昭
- 制作デスク：新保直子
- 宣伝：久保伸輔
- 販売促進：山本ヒデオ
- 企画：安原勝利
- アシスタント・プロデューサー：曽根友紀子
- プロデューサー：鈴木芳治、清水淳司
- 制作：tm tomax、FCC
- 製作・著作：avex trax